# Anaciaeschna triangulifera
Anaciaeschna triangulifera – gatunek ważki z rodziny żagnicowatych (Aeshnidae). Występuje w Afryce Subsaharyjskiej – od Etiopii na południe po RPA, także na Madagaskarze.
W RPA imago lata od grudnia do końca kwietnia. Długość ciała 62–63 mm. Długość tylnego skrzydła 42 mm.